# Zoi Sadowski-Synnott
Zoi Sadowski-Synnott (ur. 6 marca 2001 w Sydney) – nowozelandzka snowboardzistka, specjalizująca się w konkurencjach slopestyle i big air. Złota i brązowa medalistka olimpijska oraz mistrzyni i wicemistrzyni świata w slopestyle’u.

## Kariera
Po raz pierwszy na arenie międzynarodowej pojawiła się 25 lipca 2015 roku w Cardronie, gdzie w zawodach Pucharu Oceanii zwyciężyła w slopestyle’u. W zawodach Pucharu Świata zadebiutowała 17 grudnia 2016 roku w Copper Mountain, zajmując dziewiąte miejsce w big air. Tym samym już w swoim debiucie wywalczyła pierwsze pucharowe punkty. Pierwszy raz na podium zawodów tego cyklu stanęła 11 lutego 2017 roku w Québecu, kończąc rywalizację w big air na trzeciej pozycji. W zawodach tych wyprzedziły ją jedynie Austriaczka Anna Gasser i Julia Marino z USA. 
W 2017 roku wywalczyła srebrny medal w slopestyle’u podczas mistrzostw świata w Sierra Nevada. W zawodach tych rozdzieliła Laurie Blouin z Kanady i Japonkę Miyabi Onitsukę. Na tych samych mistrzostwach była też czwarta w big air, przegrywając walkę o podium z Norweżką Silje Norendal. Podczas rozgrywanych rok później igrzysk olimpijskich w Pjongczangu zdobyła brązowy medal w konkursie big air, ulegając tylko Annie Gasser i Jamie Anderson z USA. W styczniu 2019 roku, podczas Winter X Games 23 rozgrywanych w amerykańskim Aspen, zdobyła złoty medal w konkurencji slopestyle oraz srebrny w konkurencji big air. W lutym 2019 roku, na mistrzostwach świata w Park City zdobyła złoty medal w slopestyle’u. W styczniu 2021 zdobyła srebrny medal w slopestyle’u oraz brązowy w big air podczas Winter X Games 25. Dwa miesiące później obroniła tytuł mistrzowski w slopestyle’u oraz zdobyła srebro w big air podczas mistrzostw świata w Aspen. W 2022 roku, na zimowych igrzyskach olimpijskich w Pekinie wywalczyła złoty medal w konkurencji slopestyle – był to pierwszy w historii złoty medal wywalczony przez reprezentanta Nowej Zelandii na zimowych igrzyskach olimpijskich.

## Osiągnięcia

### Igrzyska olimpijskie
| Miejsce | Dzień     | Rok  | Miejscowość | Konkurencja | Zwyciężczyni |
| ------- | --------- | ---- | ----------- | ----------- | ------------ |
| 3.      | 22 lutego | 2018 | Pjongczang  | Big air     | Anna Gasser  |
| 1.      | 6 lutego  | 2022 | Pekin       | Slopestyle  | –            |
| 2.      | 15 lutego | 2022 | Pekin       | Big air     | Anna Gasser  |

### Mistrzostwa świata
| Miejsce | Dzień     | Rok  | Miejscowość   | Konkurencja | Zwyciężczyni  |
| ------- | --------- | ---- | ------------- | ----------- | ------------- |
| 2.      | 11 marca  | 2017 | Sierra Nevada | Slopestyle  | Laurie Blouin |
| 4.      | 17 marca  | 2017 | Sierra Nevada | Big air     | Anna Gasser   |
| 1.      | 9 lutego  | 2019 | Park City     | Slopestyle  | –             |
| 1.      | 12 marca  | 2021 | Aspen         | Slopestyle  | –             |
| 2.      | 16 marca  | 2021 | Aspen         | Big air     | Laurie Blouin |
| 2.      | 27 lutego | 2023 | Bakuriani     | Slopestyle  | Mia Brookes   |

### Puchar Świata

#### Miejsca w klasyfikacji generalnej
- sezon 2016/2017: 7.
- sezon 2017/2018: 49.
- sezon 2018/2019: 34.
- sezon 2019/2020: 38.
- sezon 2020/2021: 5.
- sezon 2021/2022: 36.

#### Miejsca na podium w zawodach
1. Québec – 11 lutego 2017 (big air) – 3. miejsce
2. Szpindlerowy Młyn – 25 marca 2017 (slopestyle) – 1. miejsce
3. Cardrona – 4 września 2017 (slopestyle) – 3. miejsce
4. Kreischberg – 9 stycznia 2021 (big air) – 1. miejsce
5. Laax – 22 stycznia 2021 (slopestyle) – 2. miejsce
6. Mammoth Mountain – 8 stycznia 2022 (slopestyle) – 2. miejsce